# Dahlia Rabikovitch
Dahlia Rabikovitch (en hébreu : דליה רביקוביץ) est une poétesse lyrique et traductrice israélienne, née le 17 novembre 1936 à Ramat Gan en Palestine mandataire et morte le 31 août 2005, à Tel Aviv, en Israël.
Elle est une des figures principales de la nouvelle littérature israélienne de la fin des années 1950. Encouragée par le grand poète Abraham Shlonsky pour ses premiers poèmes, elle publie à 23 ans le recueil L'Amour d'une orange qui est immédiatement reconnu.

## Biographie
Dahlia Rabikovitch est née en 1936, à Ramat Gan,. Son père, Levi, un juif d'origine russe, est un ingénieur qui regagne la Palestine sous mandat britannique depuis la Chine. Sa mère, Mih'al, est issue d'un foyer religieux et enseigne.
Dahlia Rabikovitch apprend à lire et à écrire dès 3 ans. L'année de ses 6 ans, son père est renversé et tué par un conducteur ivre. Elle déménage alors avec sa mère au kibboutz Geva (Gheva) mais ne s'y plait pas : la mentalité collectiviste ne lui convient pas. Elle est placée à 13 ans dans une famille d'accueil, la première d'un longue liste.
Dahlia Rabikovitch se marie à 18 ans mais divorce trois mois plus tard. Chacun de ses mariages suivants se finissent également par un divorce. Elle a un fils, Idon Kalir.
Elle commence à publier des poèmes pendant la durée de son servive militaire. Après ce service militaire, elle étudie à l'université hébraïque de Jérusalem. Elle exerce les métiers de journaliste et d'enseignante. Elle traduit également William Butler Yeats, T.S. Eliot, Edgar Allan Poe, et Pamela L. Travers (Mary Poppins) en hébreu.
Elle est impliquée dans le mouvement israélien pour la paix. Elle collabore avec des artistes, des musiciens et  des personnalités de l'époque, militant pour la paix, l'égalité et la justice sociale.
Durant les dernières années de sa vie, elle souffre d'une sévère dépression. Le 31 août 2005, Dahlia Ravikovitch est retrouvée morte dans son appartement : les premiers rapports laissent supposer un suicide mais l'autopsie révèle la cause réelle, à savoir de soudaines irrégularités cardiaques.

## Carrière littéraire
Les premiers poèmes de Dahlia Rabikovitch paraissent dans la revue littéraire Orlogin (Horloge) tenue par Abraham Shlonsky. Il l'encourage à poursuivre une carrière littéraire. Son premier recueil de poèmes, L'Amour d'une orange, est publié en 1958/1959. Remarqué,, il contribue à l'imposer comme une des figures principales de la nouvelle génération de poètes israéliens (des années 1960) qui rompt avec la littérature idéologique sioniste des années 1940, bien que la poétesse soit légèrement excentrée de ce mouvement.
En effet, ses premiers poèmes montrent sa maîtrise de la technique et des formes classiques (à la différence de ses contemporains qui optent pour des structures plus libres) sans pour autant sacrifier la sensibilité du propos. Bien qu'elle n'abandonne jamais les figures et structures traditionnelles du poème, elle développe au fil du temps un style plus simple et prosaïque dans les dernières décennies de sa carrière.
Son poème La Fin de l'automne (également nommé La Raison de la chute) publié en 1987 est rédigé durant cette période. Comme dans la majeure partie de l’œuvre de Dahlia Rabikovitch, il est possible que le lecteur soit frappé par la diversité des interprétations exploitables selon l'axe choisi, qu'il soit métaphysique ou politique : « Si un homme tombe d'un avion au milieu de la nuit/ Seul Dieu peut le relever... ». Les thèmes abordés ont une portée universelle tout en portant sur des expériences personnelles.
En tout, Dahlia Rabikovitch publie dix volumes de poésie en hébreu, traduits en 23 langues. Elle écrit également en prose, notamment trois collections de nouvelles, et des histoires pour enfants. Son travail de traduction de l'anglais vers l'hébreu est remarquable et demeure une référence.
Plusieurs de ses poèmes, sur le modèle du lied allemand, sont adaptés en chansons (accompagnés par un ou plusieurs instruments). Nombreux sont ceux qui sont enseignés à l'école. Son poème le plus célèbre est Bouba mémoukénet (Poupée mécanique).